# Marie Lesueur
Pour les articles homonymes, voir Lesueur.

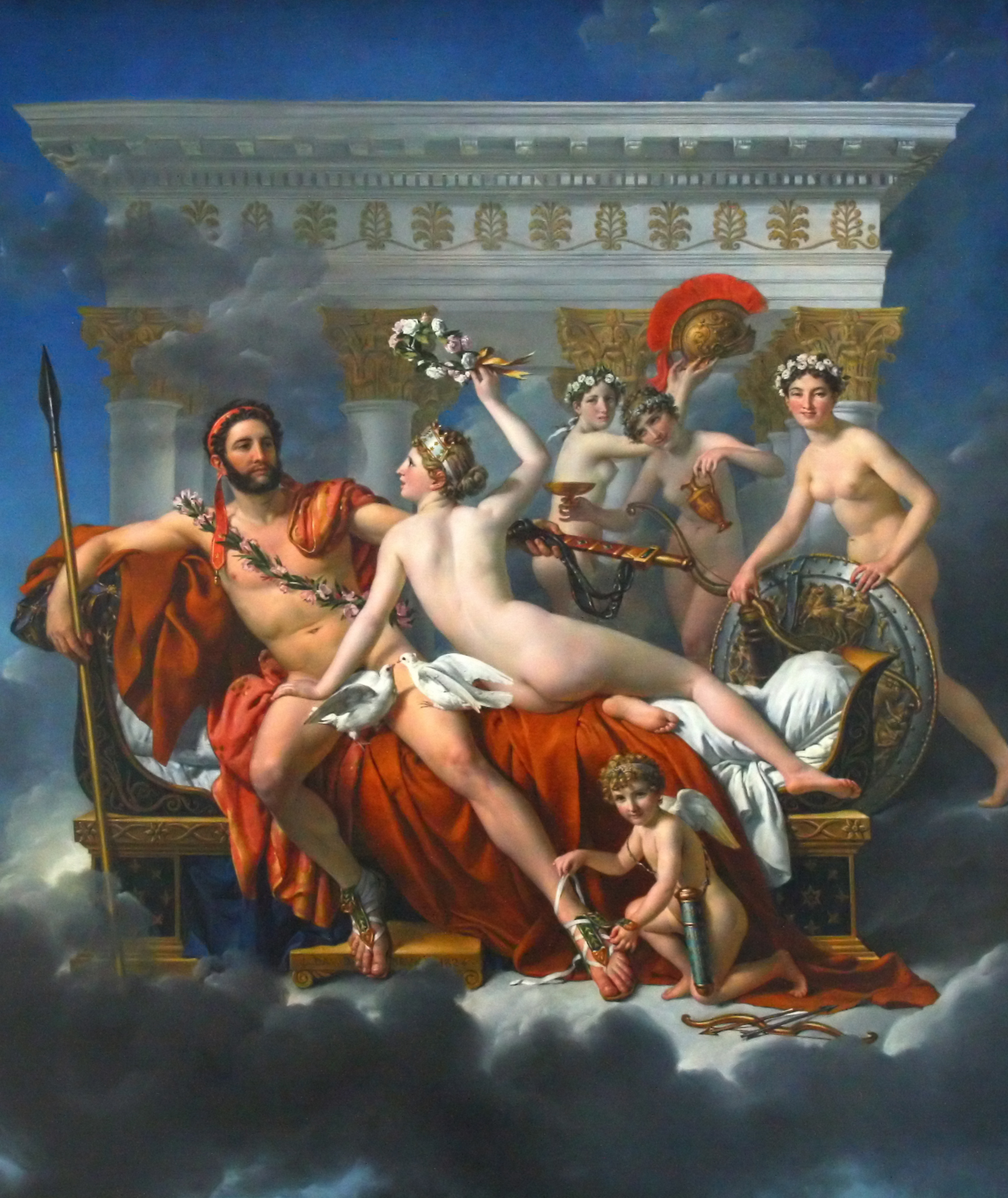
Jacques-Louis David, Mars désarmé par Vénus (1824), Bruxelles, Musées royaux des Beaux-Arts.

Marie Lesieur, dite Lesueur, est une danseuse française née à Paris le 8 octobre 1799 et morte à Ixelles (Bruxelles) le 6 avril 1890.
Fille d'Hébert Lesieur et de Marie Calliaud, Mlle Lesieur paraît pour la première fois sur la scène du Théâtre de Marseille en 1816, comme sujet de la danse. Au cours d’une représentation du ballet La Naissance de Vénus, en juillet 1817, elle se fait remarquer en tournant le dos au public, dans une attitude inconvenante. Pardonnée de cette outrecuidance, elle devient rapidement la danseuse préférée des Marseillais.
Deux ans plus tard, elle rejoint à Bruxelles la troupe de ballet que Jean-Antoine Petipa y a formée avec des éléments de Marseille. On peut lire, dans l'Almanach des spectacles pour 1820 : « Les Bruxellois attendent, dit-on, avec impatience, une nouvelle déesse, couronnée naguère à Marseille : c'est Mlle Lesueur ». Elle débute au Théâtre de la Monnaie le 20 mai 1819 dans le ballet Almaviva et Rosine et remporte immédiatement un énorme succès auprès du public. La Revue des spectacles de 1822 la décrit comme une danseuse « généralement bonne dans la pantomime ; mais elle donne souvent à son jeu des expressions trop outrées qui doivent la fatiguer beaucoup. Douée, dans les jarrets et les pieds, d’une vigueur extraordinaire pour son sexe, on remarque quelquefois dans sa danse plus de force que de gracieux. Du reste, elle a un aplomb unique et exécute fort bien ses pirouettes ; elle a une fort belle toilette et plaît au public ».
Au cours d'une représentation du ballet Psyché en avril 1823, Mlle Lesueur est victime de la négligence d'un machiniste : « Une torche enflammée, secouée sur sa robe, y avait laissé quelques étincelles qui commençaient à prendre de l'activité, lorsqu'on s'en est aperçu. Psyché a jeté des cris, des personnes des coulisses et du parterre prenaient déjà feu pour elle ; mais heureusement, un diable un peu plus humain que ses camarades est venu à son secours et elle en a été quitte pour... sa robe ».
Elle acquiert très vite la réputation d'une grande danseuse, mais aussi d'une femme de caractère, qui fait la pluie et le beau temps au sein du ballet. Elle est également appréciée comme actrice et chanteuse d'opéra lorsqu'elle prête son concours aux spectacles de la Société des Amis des Beaux-Arts qui a transformé la salle des Amateurs de musique en théâtre. Le célèbre peintre David en fait l'un de ses modèles pour son tableau Mars désarmé par Vénus (1824). Mlle Lesueur y représente Vénus et Marius Petipa est Cupidon.
En janvier 1826, Mlle Lesueur tombe gravement malade et, après quelques brefs retours à la scène, on annonce que son état de santé ne lui permettra pas de poursuivre sa carrière.
Avec son protecteur, le ministre Pierre van Gobbelschroy, ministre de l'Intérieur du roi Guillaume Ier, elle s'installe dans la propriété qu'il avait acquise dans la campagne bruxelloise, à Woluwe-Saint-Lambert, et qui portera plus tard le nom de « Château Malou ». Van Gobbelschroy se suicide en 1850, après avoir englouti sa fortune dans les premières fabriques de bougies de France et de Belgique. Certains affirment qu'ils se sont mariés, cependant l'acte de décès de van Gobbelschroy le qualifie de célibataire.
Après le décès de son protecteur, Mlle Lesueur se consacre aux œuvres de charité. Elle prend un petit appartement dans la rue de la Grosse Tour, puis s'installe à Ixelles. Elle meurt dans le dénuement complet à l'âge de quatre-vingt-dix ans, dans une petite maison de la rue Keyenveld. Il a paru d'elle, en 1824, une lithographie d'Eeckhout la représentant en Vénus.